# Alex Ibacache
Alex Matías Ibacache Mora (* 11. Januar 1999 in Quillota) ist ein chilenischer Fußballspieler. Der linke Außenverteidiger bestritt 2022 seine ersten beiden Länderspiele für die A-Nationalmannschaft.

## Karriere

### Verein
Alex Ibacache begann seine Profikarriere 2018 bei Everton, nachdem er dort bereits in der Jugend gespielt hatte. Nach Leihen zu CD Cobreloa und Curicó Unido wechselte er 2023 auf Leihbasis zu San Lorenzo de Almagro. Nach Unstimmigkeiten mit Everton und San Lorenzo verpflichtete CA Belgrano im März 2023 den 1,80 m großen Defensivakteur. Im August 2024 wurde er leihweise an Everton verliehen.

### Nationalmannschaft
Ibacache nahm mit der U20-Nationalmannschaft an den Südamerikaspielen 2018 teil und gewann mit der jungen La Roja die Goldmedaille. Im Folgejahr spielte er mit dem Team bei der U20-Südamerikameisterschaft, schied aber in der Gruppenphase aus. 2019 stand er im Kader der U23-Nationalmannschaft, mit der er am Turnier von Toulon und am vorolympischen Turnier teilnahm.
Im Juni debütierte er für die A-Nationalmannschaft beim Freundschaftsspiel gegen Südkorea, bei dem er nach 52 Spielminuten mit der Gelb-Roten Karte des Feldes verwiesen wurde. Rund zwei Wochen später bestritt er sein zweites Länderspiel beim Kirin Cup gegen Ghana.

## Erfolge
U20-Nationalmannschaft
- Goldmedaille bei den Südamerikaspielen: 2018

## Sonstiges
Sein Bruder Lucas Andrés ist ebenfalls Profifußballspieler und in Albanien aktiv.